# AFC Rocar București
Rocar București a fost un club profesionist românesc de fotbal din București, fondat în 1953 și desființat în 2009. Clubul a avut o apariție meteorică în prim-planul fotbalului românesc. Promovat în 1999, clubul de pe strada Drumul Găzarului, din cartierul Berceni, a revenit în eșalonul secund doi ani mai târziu. De asemenea, Rocar a ajuns în finala Cupei României în sezonul 2000–01.
Culorile echipei au suferit modificări de-a lungul istoriei clubului. Până în 2000, culorile Rocarului au fost alb și violet. Odată cu venirea noului patron Gheorghe Florea în 2000, au fost schimbate în roșu și negru. După refondare au devenit galben și albastru.

## Istoric
Echipa s-a înființat în 1953 cu numele de Autobuzul, fiind sub tutela producătorului român de autobuze cu același nume, și a participat în Campionatul Municipal București. 
Autobuzul a promovat în Divizia C la sfârșitul sezonului 1967–68, terminând pe locul 1 în Seria I a Campionatului Municipal București. Totuși, Autobuzul a pierdut finala Campionatului Municipal în fața echipei Voința București.
În primul sezon în al treilea eșalon, Bercenarii au terminat pe locul 4, iar în sezonul următor, Autobuzul a câștigat Seria IV a Diviziei C, dar a ratat promovarea în eșalonul secund, clasându-se pe locul 4 în grupa de baraj desfășurată la Brașov. Lotul a inclus următorii jucători: Ocea, Pandele, Opriș, Diaconu, Baicu, Ivan, Gerea, Rențea, Tănase, Andrei, Cărbuneanu, Radu, Postelnicu, Popescu, Jipa, Bobin, Vîrban, Constantin Tiniche, Dincă, Petculescu și Pipoi.
După alte două sezoane în Divizia C, încheiate pe locul 12 în sezonul 1970–71 și pe locul 3 în sezonul 1971–72, Autobuzul a reușit promovarea în Divizia B. Această promovare a fost obținută la finalul sezonului 1972–73, când echipa a terminat pe locul 2. Conducerea clubului îi includea pe inginerul Vasile Cornac, în calitate de președinte al asociației, și pe C. Băcanu, șeful secției de fotbal. Antrenorul Emil Samureanu a fost responsabil pentru această realizare, formând un lot de jucători care au contribuit la succesul echipei. Din echipă au făcut parte jucători precum: Matache, Pandele, Diaconu, Gostin, Popescu, Bobin, Radu, Cosma, Maruneac, C. Tiniche, Chiriță, Cațaros, Stănescu, Ivan, Bică, Melencovici, Nicolau, Ion Cățoi, Rențea, Dăncescu, Ghiță, Riocsan, Petculescu și Ciferidis.
În Divizia B, Autobuzul a fost repartizat în Seria II și a jucat trei sezoane consecutive. Echipa a terminat primul sezon în eșalonul secund pe locul 11, la două puncte deasupra liniei retrogradării, urmat de un loc 7 în sezonul 1974–75. Totuși, Autobuzul a retrogradat la finalul sezonului 1975–76, terminând pe ultimul loc.
Autobuzul a revenit în Divizia B la finalul sezonului 1988–89, după ce a terminat pe locul 1 în Seria V a Diviziei C. Lotul, antrenat de Gheorghe Pareșcura, a fost format din următorii jucători: Ene, C. Cristescu, Marius Curelea, Roșu, Ursu, Dumitru, Dițu, Virgil Cârstea, Salami, C. Nicolae, Iliescu, Silviu Cristescu, Mihai Dărăban, Iordache, Pantelimon, Butoi, M. Ploaie, R. Voinea și Tănase.
Rocar a evoluat pe prima scenă a fotbalului românesc două sezoane, jucând și o finală de Cupa României (2-4 vs. FC Dinamo București în sezonul 2000–01). Primul sezon sub patronatul lui Gheorghe Nețoiu (plecat în 2000 cu o mare parte din jucători la FC Universitatea Craiova) care susținuse echipa de la mijlocul anilor '90, iar al doilea sezon avându-l patron pe Gheorghe Florea, om de afaceri, patron în același timp al echipei Fulgerul Bragadiru din liga secundă. Echipa a retrogradat în 2001 în liga secundă, ca patron revenind Gheorghe Nețoiu, care a renunțat în 2002 la echipă, Rocar dispărând o vreme de pe firmamentul fotbalului românesc. 
În 2005, Rocar, împreună cu Academia Națională de Educație Fizică și Sport, a pus bazele unei noi echipe, Rocar ANEFS, care și-a disputat meciurile din Liga a III-a pe Stadionul Rocar, devenit între timp proprietatea ANEFS. Echipa a dispărut definitiv în anul 2009.

## Palmares
Liga a II-a
- Locul 2 (1): 1998–99

Cupa României
- Finalistă: 2000–01

## Jucători notabili
- Daniel Marcu
- Cosmin Pașcovici
- Victor Naicu
- Eugen Nae
- Eugen Anghel
- Lucian Bălan
- Sebastian Moga
- Marian Nedelcearu
- Iulian Jianu
- Laurențiu Preda
- Dănuț Coman
- Victoraș Iacob
- Robert Iacob
- Ion Lavi Hrib
- Liviu Canareica
- Daniel Prodan
- Ionuț Rada
- Ion Voicu
- Necula Răducanu
- Cristian Gheorghe
- Alin Savu
- Alin Vigariu
- Ionuț Savu
- Bogdan Vrăjitoarea
- Adrian Nedelea
- Gabriel Vochin
- Adrian State
- Ovidiu Tâlvan
- Adrian Pitu
- Adrian Baldovin
- Bogdan Petrache
- Florentin Rădulescu
- Florin Macavei
- Romulus Buia
- Augustin Călin
- Cristian Silvășan
- Ciprian Danciu
- Dorin Arcanu
- Zoltan Ritli
- Daniel Tudor
- Mircea Minescu
- Tiberiu Csik
- Cornel Dobre
- Irinel Voicu
- Daniel Rednic
- Marius Luca
- Iulian Filipescu
- Dan Alexa
- Leonard Nemțanu
- Giani Kiriță
- Florin Lazăr
- Marius Humelnicu
- Marius Mitu
- Ionel Dinu
- Cristian Strelțov
- Marcel Atănăsoae
- Constantin Bosânceanu
- Silviu Bălace
- Ionuț Cristian Savu
- Romeo Stancu
- Marius Șuleap
- Marian Pâcleșan
- Gheorghe Tătaru
- Claudiu Mircea Ionescu
- Daniel Balauru
- Petruș Valentin Manta
- Florin Daniel Lazăr
- Sorin Dorel Colceag
- Cosmin Cristian Ursu
- Mircea Vasile Oprea
- Ionuț Radu
- Vasile Caciureac
- Rodin Voinea
- Robert Panduru
- Adrian Bădilaș
- Copuzeanu Florin
- Marian Tăchescu
- Mihai Dărăban
- Alexe Bârdan
- Orlando Ioniță
- Marius Curelea
- Cornel Cristescu
- Silviu Cristescu
- Leontin Tănase
- Sandu Beca
- Vasile Niculae
- Cornel Olteanu
- Robert Fildiroiu
- Bogdan Muscă
- Constantin Stanciu
- Gheorghe Albu
- Lazăr Sfera
- Andrei Bărbulescu
- Iuliu Bodola
- Mircea David

## Foști antrenori
- Constantin Marinescu (1955–1957)
- Gheorghe Bărbulescu (1961–1962)
- Constantin Marinescu (1968–1969)
- Vasile Copil (1978–1980)
- Nicolae Oaidă (1981–1982)
- Dumitru Dumitriu (1982–1984)
- Gheorghe Mulțescu (1988)
- Mihai Stoichiță (1992–1993)
- Ionel Dinu (1993–1994)
- Aurel Țicleanu (1996–1997)
- Silviu Dumitrescu (1998–1999)
- Florin Marin (1999–2000)
- Dumitru Dumitriu (2000–2001)
- Mihail Marian (2001–2002)
- Marius Șumudică (2006–2007)